# Praomys daltoni
Praomys daltoni е вид гризач от семейство Мишкови (Muridae). Видът не е застрашен от изчезване.

## Разпространение и местообитание
Разпространен е в Бенин, Буркина Фасо, Гамбия, Гана, Гвинея, Гвинея-Бисау, Камерун, Кот д'Ивоар, Либерия, Мали, Нигер, Нигерия, Сенегал, Сиера Леоне, Того, Централноафриканска република, Чад и Южен Судан.
Обитава градски и гористи местности, савани, крайбрежия и плажове.

## Описание
Теглото им е около 35 g.
Популацията на вида е стабилна.